# Amphijubula lobulata
Amphijubula lobulata là một loài rêu tản trong họ Jubulaceae. Loài này được (Hook.) R.M. Schust. miêu tả khoa học lần đầu tiên năm 1980.